# 島津洋一
島津洋一（Yoichi Shimatsu，？年—），日裔美國人，記者，曾擔任《日本時報》主編。
島津洋一曾在喀什米爾地區採訪。九一一事件發生後，他即刻帶領一支記者小分隊遠赴阿富汗進行報導。
2009年島津洋一在清华大学的会议上声称班禪喇嘛（尼瑪）已經去世。
2011年4月6日，島津洋一在《新美國媒體》上撰文，質疑日本政府和東京電力對福島第一核電廠事故的解釋存在諸多漏洞，並進一步推斷福島第一核電廠「也許正是一個絕密的核武器研發計畫」。
島津洋一也是《NGO與顏色革命》一書的共同作者，他在書中提供大量不為人知的案例，深入揭發以美國為主的西方國家如何透過非政府組織（NGO）的運作，干預中亞、中東、北非國家的內政；同時主張，要改造「國中之國」（深層政府），也就是改造在全球殖民體系下的NGO。